# SLC-40

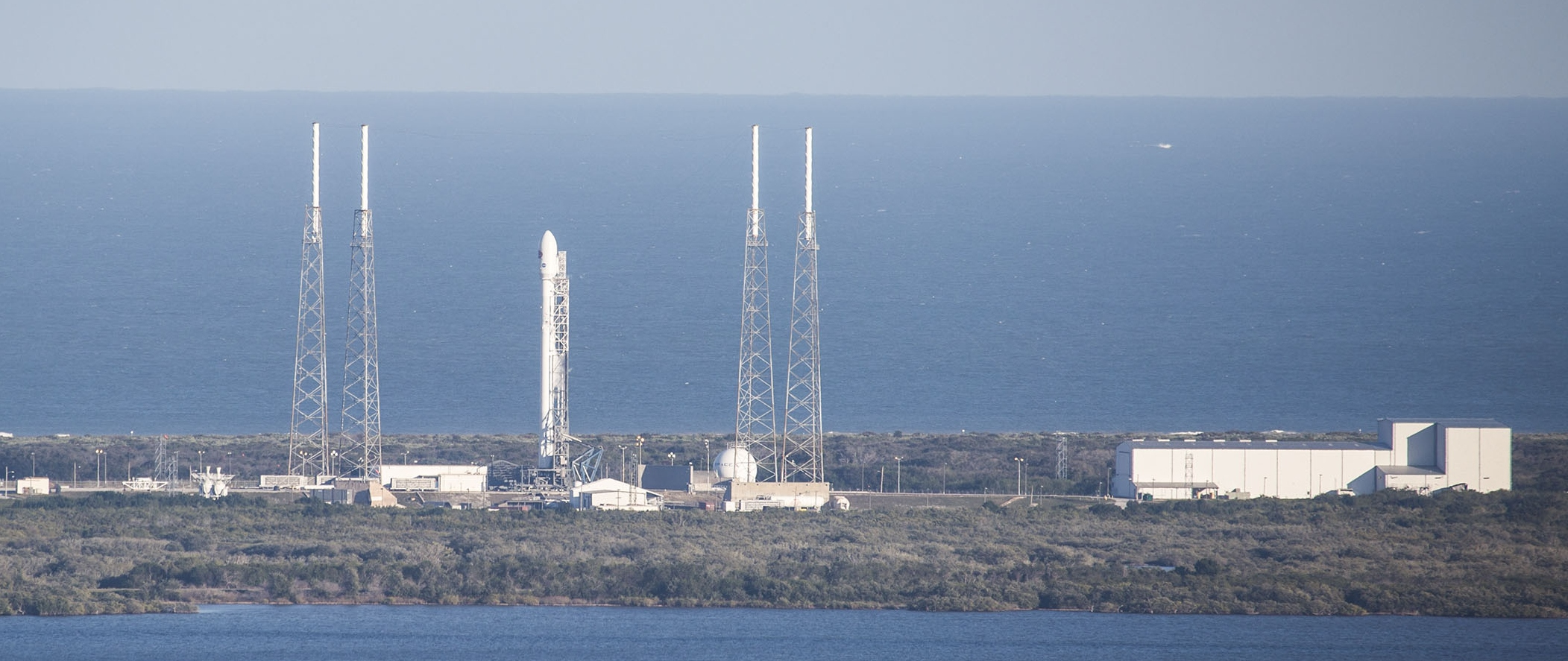
SLC-40 перед стартом ракети Falcon 9, 11.02.2015

SLC-40 (англ. Space Launch Complex 40, Космічний пусковий комплекс-40, у минулому — Launch Complex 40) — стартовий комплекс, розташований на мисі Канаверал у штаті Флорида, що експлуатується з 1965 року. Один з трьох (поряд з SLC-37 і SLC-41) комплексів, що використовуються на базі ВПС США на мисі Канаверал станом на 2016 рік. Протягом 1965—2007 рр. зі стартового комплексу ВПС США здійснили 55 запусків ракет Титан-3 і Титан-4. З 2007 року комплекс орендовано приватною компанією SpaceX для запусків ракети-носія Falcon 9; станом на грудень 2016 року здійснено 26 таких запусків.

## Використання

### Титан
Перший запуск з комплексу відбувся 18 червня 1965 року. Це був дебютний запуск ракети-носія Титан-IIIC. Протягом 1965—2005 року відбулося 30 запусків ракети-носія Титан IIIC, 8 запусків Титан-34D і 17 запусків Титан-4. Останній запуск серії Titan — 30 квітня 2005 року — ракета-носій Титан-IVB.

### Falcon 9
25 квітня 2007 комплекс орендовано компанією SpaceX у ВПС США, після чого його було переобладнано для запусків ракети-носія Falcon 9. Зокрема, було встановлено нові заправочні ємності для гасу та рідкого кисню, нова стартова установка, а також споруджено ангар для горизонтальної зборки ракети-носія і система для її переміщення і встановлення у вертикальному положенні Transporter-Erector (TE). Перший запуск ракети-носія Falcon 9 зі стартового комплексу SLC-40 відбувся 4 червня 2010 року. 2013 року комплекс було модифіковано для запуску нової версії ракети-носія Falcon 9 v1.1.
Комплекс використовується для запусків вантажного космічного корабля «Dragon» у рамках постачання Міжнародної космічної станції, дослідницьких апаратів НАСА, а також комерційних супутників.

## Інциденти
1 вересня 2016 року ракета-носій Falcon 9 з комунікаційним супутником, вибухнула на пусковий платформі під час заливання ракетного палива. Епіцентр вибуху знаходився в кисневому баку першого ступеню Falcon 9. Під час вибуху були втрачені ракета-носій Falcon 9 із супутником Amos-6 ізраїльської Spacecom Ltd, потужності якої планувала використати компанія Facebook для проекту по забезпеченню доступу в інтернет у низці країн Африки. Запуск ракети з супутником був запланований на 3 вересня. Під час події ніхто не постраждав, але стартовий майданчик зазнав суттєвих руйнувань. Подія призвела до зміщення графіку запусків космічних кораблів.
Після аварії стартовий комплекс було відновлено, наступний запуск відбувся лише через рік — 15 грудня 2017 року (місія SpaceX CRS-13).

## Галерея

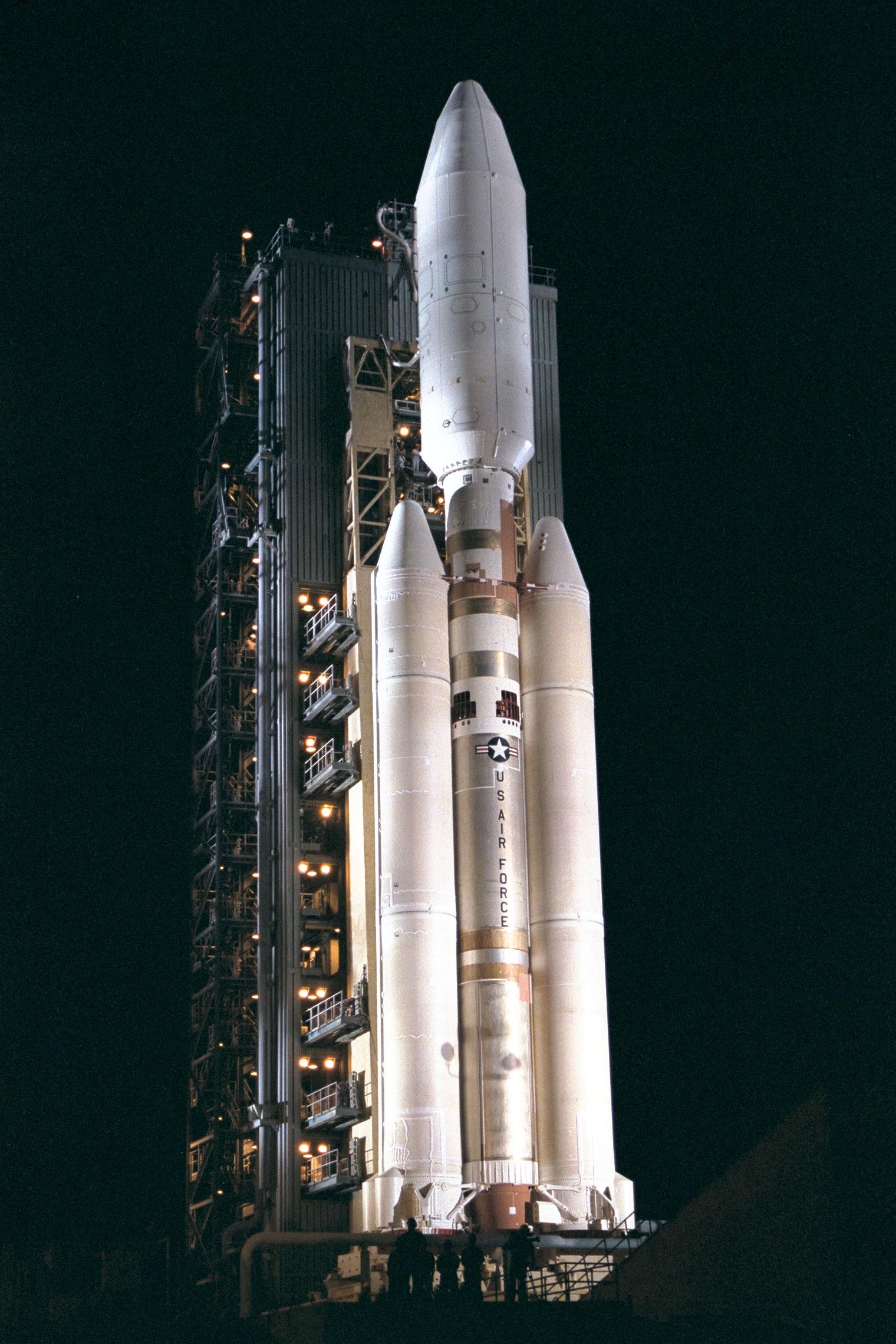
Ракета Титан-4 з космічним апаратом «Кассіні — Гюйгенс» на SLC-40, 12.10.1197
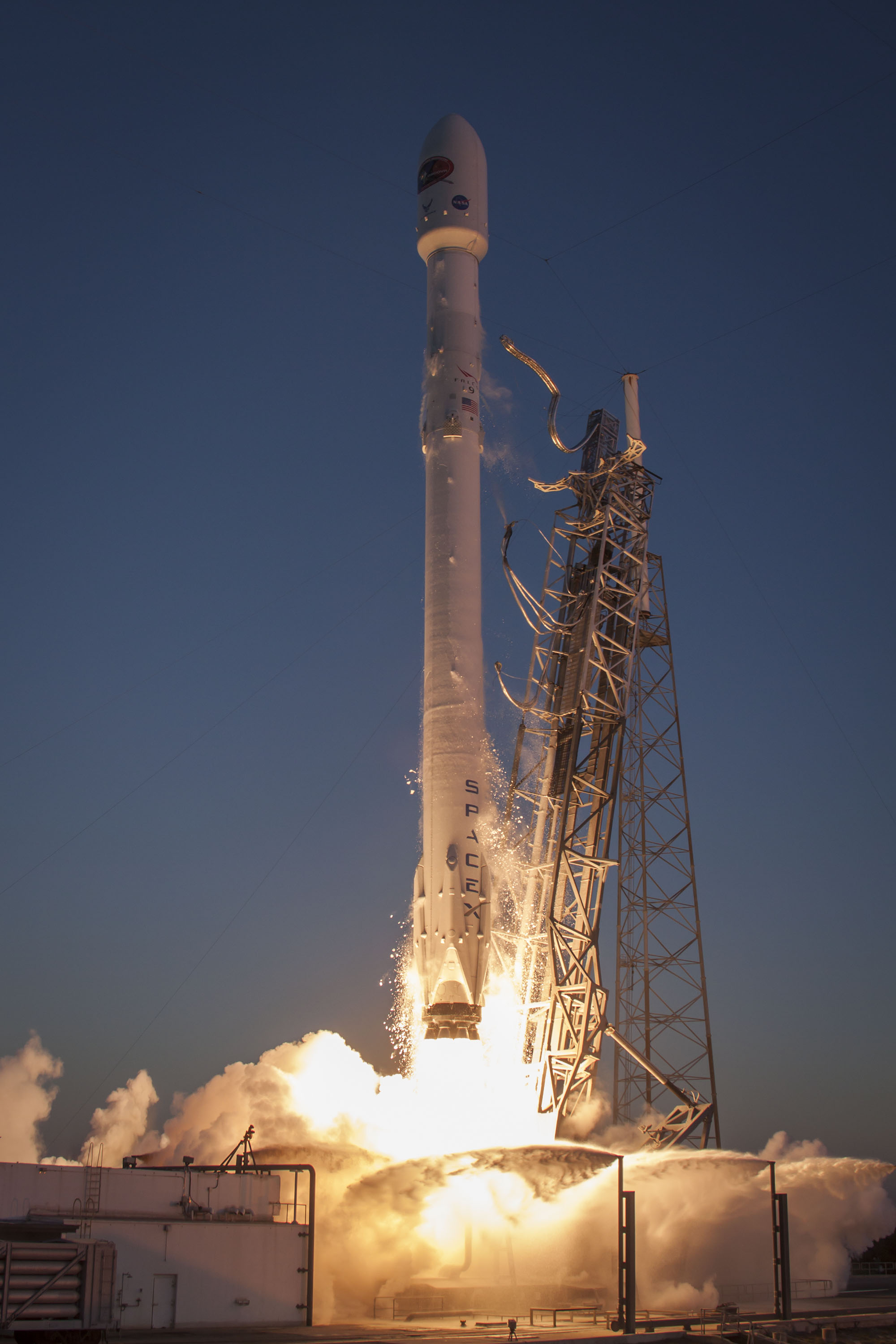
Запуск ракети Falcon 9 v1.1(R) з дослідницьким супутником DSCOVR, 11.02.2015
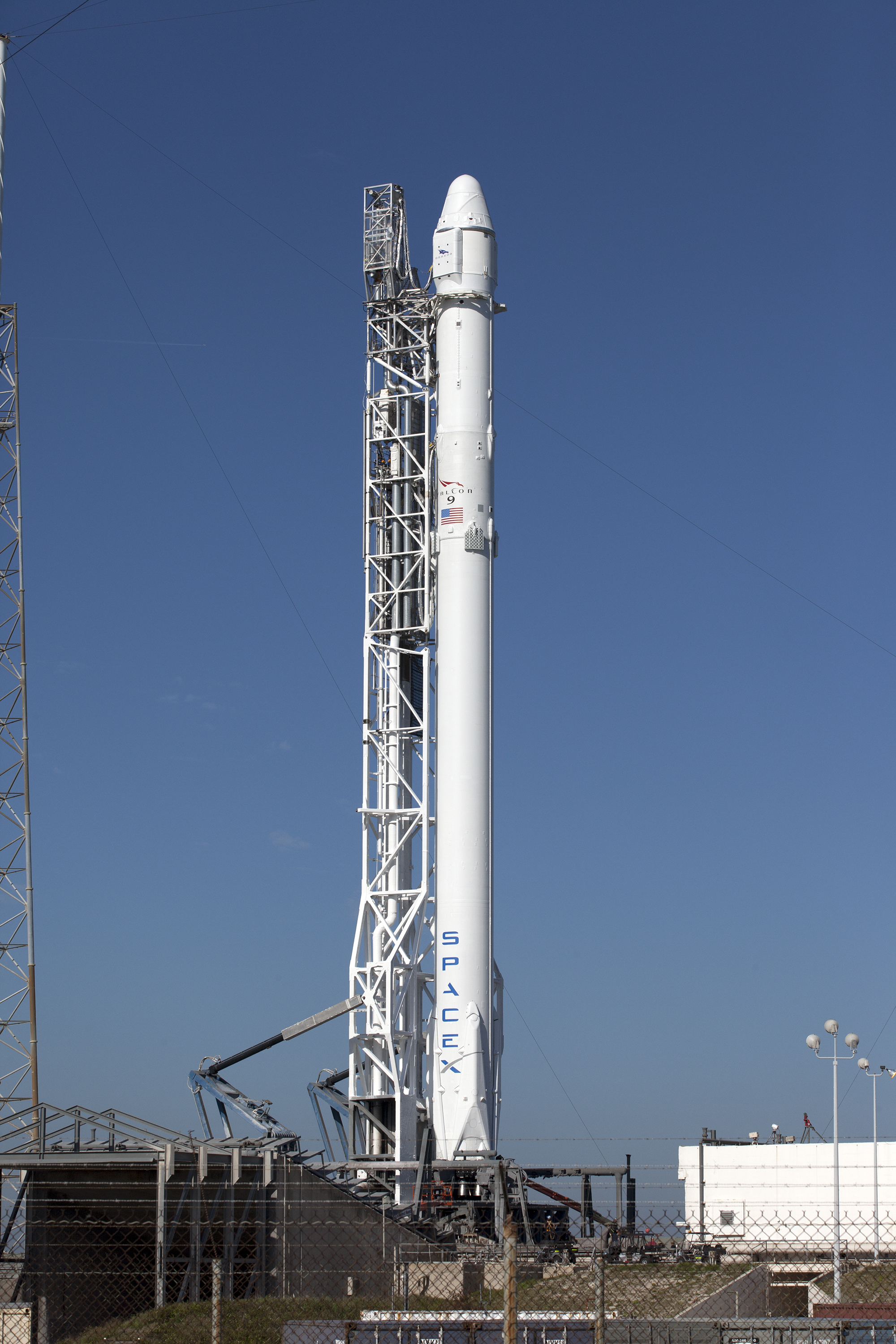
Ракета Falcon 9 з космічним кораблем Dragon місії «SpaceX CRS-8», 08.04.2016